# Taeniophyllum phaeanthum
Taeniophyllum phaeanthum är en orkidéart som beskrevs av Rudolf Schlechter. Taeniophyllum phaeanthum ingår i släktet Taeniophyllum och familjen orkidéer. Inga underarter finns listade i Catalogue of Life.